# 951
951 је била проста година.

## Догађаји
- Краљ Беренгар II Италије је освојио Лигурију, уз помоћ кнеза Оберта I. Он реорганизује територије јужно од реке По.
- Краљ Отон I покреће војску у Италију. У пратњи су његова браћа, Хајнрих I, Бруно I и Конрад, војвода Лотарингије. Отон се суочава са противљењем и стижу у Павију. Краљ Беренгар II је отишао дан раније и ушао је у Сан Марино. Отон прима покуса италијанског племства и проглашава себе краљем Ломбардије.
- Краљ Отон I шаље посланство у Рим да се пријави за царску коронацију са папом Агапитом II - али принц Алберик II од Сполета се одлучно противи томе.
- Цар Ши Зонг успешно одбија кинески напредак са југа. У октобру је убио бунтовни нећак након владавине три године. Ши Зонг је наследио његов стриц Му Зонг као владар династије Лиао.
- 16. новембр - Емперор Ли Јинг шаље јужне Танг експедицијске силе (10.000 мушкараца) под Биан Хао да освоји Цху. ЛИ Јинг уклања владајућу
- Абдурахман III је консолидовао свој положај на северу Африке окупацијом Тангер-а 951.
- Абдурахман III потписује мир у са новим краљем Леона, Ордоном III, како би имао се слободно окреноу против Фатимида, чији бродови упорно нападају његову флоту у Средоземљу и чак су покренули напад против Алмерије. Војска Абдулрахмана, на челу са премијером Ахмадом Ибном, опколила је фатмидску луку у Тунис, који је принуђен да плаћа велики данак.